# Émeute de Québec de 1918
L'émeute de Québec, également désignée au pluriel comme les émeutes de la conscription à Québec, s'est déroulée entre le 28 mars et le 2 avril 1918 à Québec (Canada) dans le contexte de la crise de la conscription. Elle mobilise environ 15 000 manifestants et fait 4 victimes et au moins 75 blessés. 
Cet événement est le grand symbole de l'opposition du Québec à l'envoi de troupes dans l'armée canadienne durant la Première Guerre mondiale. Bien que les interprétations historiographiques ne pointent pas toutes dans cette direction, cette émeute est, encore aujourd'hui, revendiquée comme une représentation marquante du nationalisme québécois.

## Contexte

### Le Canada en guerre
Depuis l'été 1914, la Première Guerre mondiale fait rage en Europe. Le Canada, qui est encore un dominion britannique, est entraîné dans le conflit lorsque l'Angleterre déclare la guerre à l'Allemagne. La population du Québec est inquiète car elle craint que le gouvernement fédéral finisse par imposer la conscription quand il n'y aura plus de volontaires. 

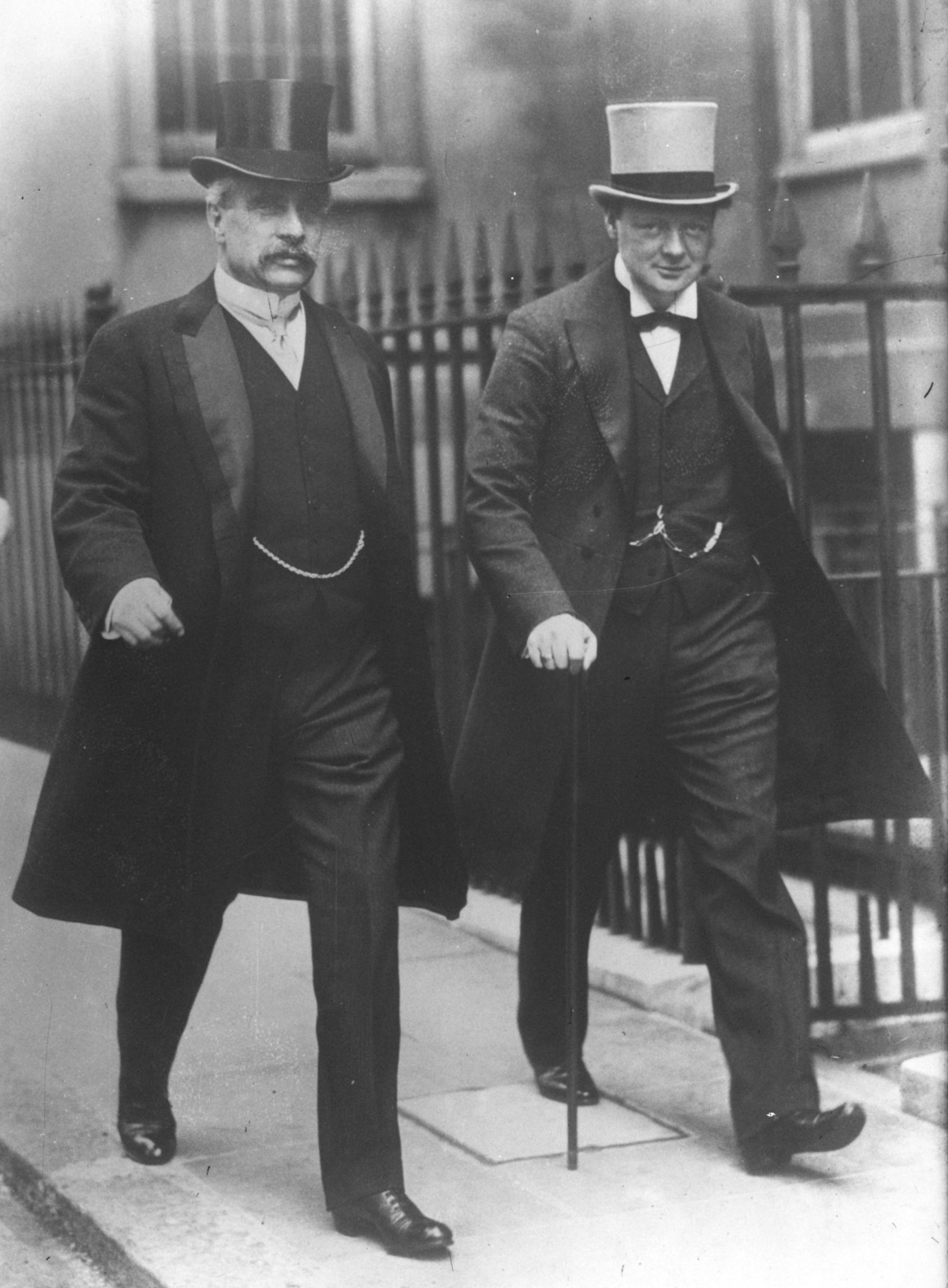
Sir Robert Borden, premier ministre du Canada, en compagnie du Lord de l'Amirauté britannique Winston Churchill.

En 1915, Ottawa commence d'ailleurs une campagne discrète afin de rendre la conscription sympathique aux Québécois, car le recrutement de volontaires commence à s'essouffler. Alors que 400 000 canadiens sont déjà déployés en Europe, on estime qu'il en faudrait entre 50 000 et 100 000 de plus afin d'éviter l'écroulement de l'effort de guerre. En 1916, à Québec, les premières échauffourées ont lieu entre les recruteurs Canadiens anglais et la population. On accuse alors le gouvernement d'angliciser l'armée et de favoriser les officiers canadiens-anglais. 
Au printemps 1917, lors de la conférence impériale de Londres, le premier ministre canadien Robert Laird Borden subit de lourdes pressions des Britanniques pour imposer la conscription. De retour au pays, Borden tente d'aller en ce sens mais se bute à l'opposition de Wilfrid Laurier, chef du Parti libéral du Canada, qui refuse de former une coalition et d'approuver la conscription, notamment parce qu'il risque de s'aliéner les électeurs francophones. Malgré tout, Borden réussit à rallier des libéraux dissidents et va au bout de son projet : le 29 mai 1917, le premier ministre canadien dépose à la Chambre des communes du Canada un projet de loi, qui est approuvé le 24 juillet sous le nom de « Loi sur le service militaire », par 102 voix contre 44. L'historienne Béatrice Richard explique les perspectives de Borden quant à la conscription, qu'elle lie directement au contexte international:

« Si l’on en croit ses mémoires, Borden est alors obsédé par la conscription. Il s’agit pour lui de la loi de la dernière chance, celle qui assurera la victoire aux Alliés. Certes, la situation devient alarmante. La capitulation russe, conséquence directe de la révolution de 1917, de même que les mutineries dans l’armée française contribuent à fragiliser la position de l’Entente sur le front. Délivrée d’un ennemi à l’Est, l’Allemagne peut dorénavant concentrer ses offensives à l’Ouest, sur les troupes franco-britanniques. Calamité à laquelle s’ajoute la guerre sous-marine illimitée qui atteint les eaux canadiennes. Les États-Unis sont certes entrés en guerre aux côtés des Alliés, mais ils ne seront pas prêts à intervenir en Europe avant l’été. D’ici à leur arrivée, il faut tenir. Surtout, la révolution bolchevique a montré les dangers de la subversion et il n’est pas question d’importer ce modèle au Canada. »

### Le Québec en ébullition
À compter de juillet 1917, des manifestations violentes ont lieu à Montréal. Armand Lavergne, avocat de Québec connu pour son opposition à la guerre, prêche ouvertement la désobéissance civile. Alors qu'une partie de la presse québécoise supporte la conscription, la majorité des hebdomadaires ruraux s'y opposent. La révolte gronde dans les villes québécoises, alors que la foule s'attaque aux journaux proconscriptionnistes, notamment La Patrie, La Presse, le Quebec Chronicle et L'Événement. Le 9 août, la maison de Hugh Graham, propriétaire du Montreal Star, est dynamitée à Cartierville. En septembre, d'autres manifestations ont lieu à Shawinigan, alors qu'on saccage des bureaux d'avocats favorables à la conscription.

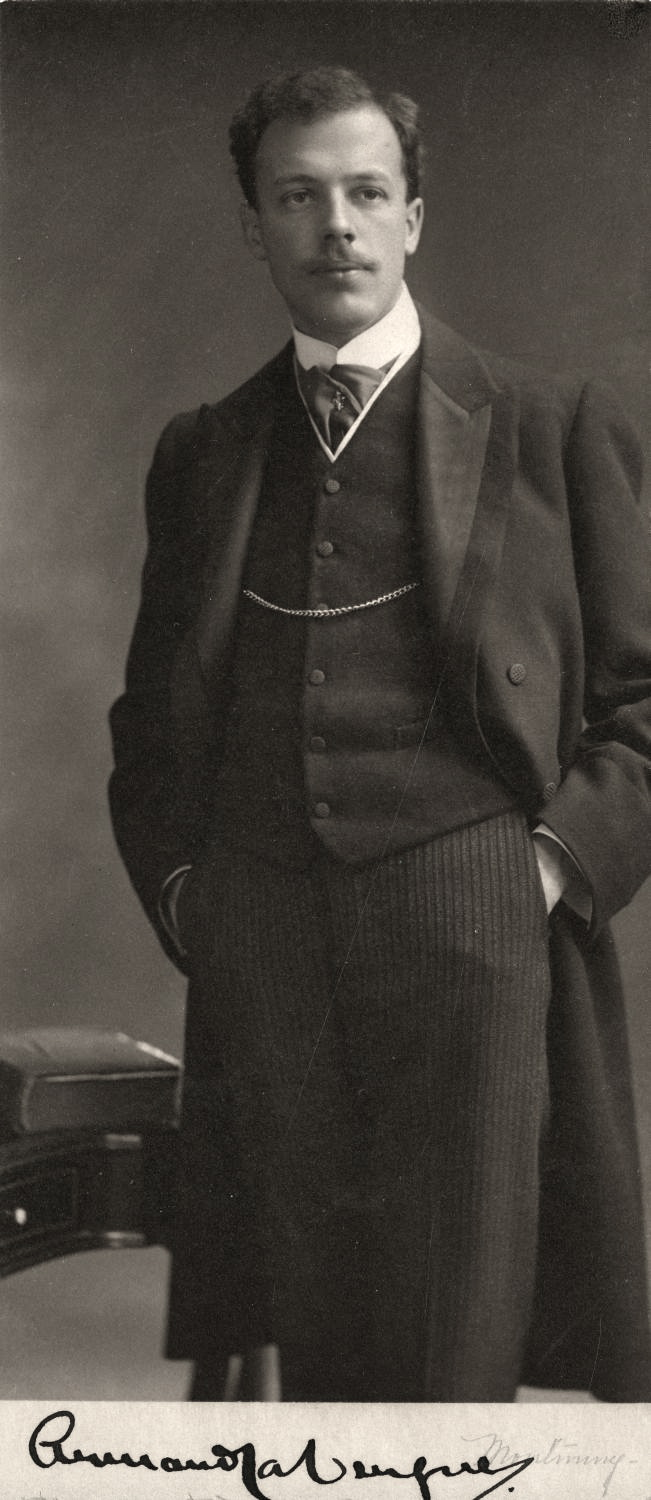
L'avocat Armand Lavergne, l'une des figures de proue des opposants à la conscription.

Des élections fédérales sont annoncées pour le 17 décembre. Les conservateurs et une partie des libéraux s'allient contre les libéraux restés fidèles à Wilfrid Laurier dans une campagne électorale inégale. Borden remporte largement l'élection mais, au Québec, seulement trois de ses députés ont été élus: sir Herbert Brown Ames, Charles Colquhoun Ballantyne et Charles Joseph Doherty. Ces derniers représentent tous des comtés montréalais largement anglophones.
Le combat se transporte alors au niveau provincial, à l'Assemblée législative du Québec. Le 21 décembre, le député libéral de Lotbinière, Joseph-Napoléon Francoeur, dépose, à la veille de la clôture des Fêtes, une motion qui se lit comme suit:

« Que cette Chambre est d'avis que la province de Québec serait disposée à accepter la rupture du pacte confédératif de 1867 si, dans les autres provinces, on croit qu'elle est un obstacle à l'union, au progrès et au développement du Canada. »

On discute durant tout le mois de janvier de cette motion souverainiste. Le premier ministre Lomer Gouin la fait toutefois retirer le 22 janvier 1918 déclarant que, malgré ses imperfections, la Confédération canadienne « est encore le meilleur mode de gouvernement que notre pays puisse adopter ».
À Ottawa, la principale crainte des autorités fédérales est de voir l'opposition à la conscription se transformer en insurrection générale au Québec, seule province francophone de la Confédération. Le journaliste nationaliste Henri Bourassa anticipe cette éventualité avant même l'adoption de la Loi sur le service militaire. Pour Bourassa, imposer la conscription constitue une «invite à l'émeute» voire une «invite formelle et définitive à l'insurrection». À travers ses publications, notamment Le Devoir, il s'opposera avec véhémence à l'enrôlement obligatoire. Il dénonce toutefois les manifestations violentes et appelle au calme. Pour ses positions, la presse anglophone réserve une «tempête d'injures» à Bourassa, le qualifiant notamment de «Von Bourassa» et de «Herr Bourassa». L'archevêque de Montréal, Mgr Bruchési, est quant à lui critique des politiques de Borden et parle d'une «loi de malheur». Dans un discours prophétique, il annonce que «des tueries sont à craindre dans nos villes».   
Les positions du clergé ne constituent toutefois pas un bloc monolithique. Ainsi, Sam Hughes, ministre fédéral de la Milice, réussit à avoir l'appui du cardinal et archevêque de Québec Louis-Nazaire Bégin, qui appuie le recrutement de soldats québécois dans un communiqué de l'archevêché. Mais les efforts de recrutement ne portent pas fruit, alors que les Québécois refusent massivement de prendre part à la guerre ou de lutter pour «l'Empire».  À l'hiver 1918, plusieurs conscrits préfèrent se cacher dans les greniers ou se sauver dans les bois plutôt que de s'enrôler. Ottawa engage alors des policiers spéciaux chargés de mettre la main sur ces déserteurs. Ces derniers, que les Québécois appelleront les spotters, provoqueront les premières étincelles qui mènent à l'émeute de Québec. 

## Déroulement

### 28 mars 1918

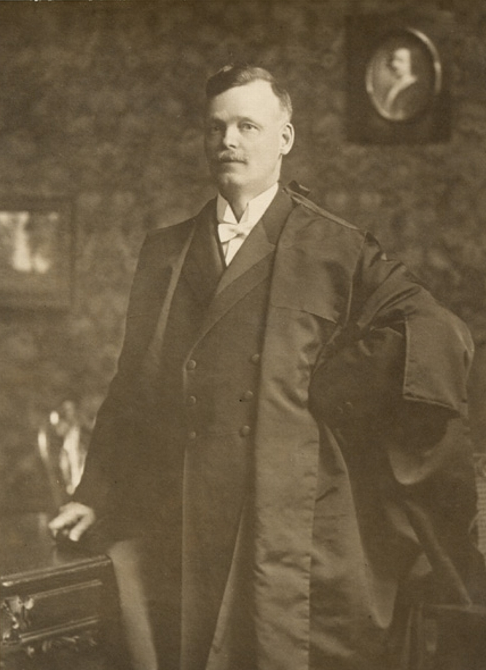
Henri-Edgar Lavigueur, maire de Québec entre 1916 et 1920 et de 1930 à 1934.

Il est 20 heures 30, jeudi 28 mars 1918, à Québec. Joseph Mercier, 23 ans, est arrêté par trois policiers fédéraux au moment où il entre dans la salle de quilles du Cercle Frontenac, dans le quartier Saint-Roch. Mercier leur a pourtant affirmé posséder des papiers d'exemption et leur propose d'appeler ses parents afin de le prouver. Rien n'y fait : les policiers préfèrent le remettre aux autorités militaires. Les agents fédéraux, qui gagnent 10$ par réfractaire arrêté, ont d'ailleurs mauvaise réputation à Québec, où on considère qu'ils cherchent avant tout à se remplir les poches. La nouvelle fait donc rapidement le tour du quartier et, assez vite, une foule, constituée notamment de fidèles qui sortent tout juste de l'église Saint-Roch, s'agglutine autour de la salle de quilles. Elle demande alors la libération du jeune homme aux cris de «Libérez-le !», «Lâchez-le !». Mercier est emmené au poste de police situé tout près, sur la rue Saint-François. La foule, évaluée à 2 000 personnes, les suit de près. Un peu plus tard, son père viendra le libérer grâce aux papiers d'exemption qui n'étaient pas en sa possession lors de son arrestation.
Ce n'est toutefois que le début des troubles car, entre-temps, les policiers ont procédé à deux nouvelles arrestations à la salle de quille. La tension est à son comble dans la foule, qui réussit à arracher des mains des policiers l'un des jeunes hommes. Bientôt, 3 000 individus prennent d'assaut le poste de police, demandant qu'on lui livre un policier du nom de Bélanger, qui aurait participé aux arrestations plus tôt dans la journée. Alors que les briques, les pierres et les glaçons pleuvent sur le bâtiment, Émile Trudel, chef de la police, se voit contraint de demander l'appui de l'armée. Trudel appelle alors Joseph-Philippe Landry, commandant du district militaire de la région de Québec. Après avoir alerté le maire de Québec, Henri-Edgar Lavigueur, Landry envoie 400 hommes de la troupe de la Citadelle. Malgré l'intervention du maire, qui se rend sur place pour tenter de calmer la foule en colère, l'émeute se poursuit, forçant les policiers à se réfugier dans une école avoisinante. Le policier Bélanger est quant à lui poursuivi jusque dans un tramway. Rattrapé par la foule, il échappe de peu à un lynchage en règle : il doit son salut à un vicaire qui parvient à raisonner les émeutiers.

### 29 mars 1918
Le lendemain, les évènements de la veille font beaucoup de bruit à Québec, même si la presse ne les couvre que très peu. Des rumeurs circulent, voulant que des émeutiers seraient sur le point de saccager le Vieux-Québec et s'attaquer à des immeubles abritant des institutions fédérales ou utiles au processus de conscription. On pense notamment à l'immeuble Merger, à Saint-Roch, qui abrite les médecins chargés d'évaluer l'état de santé des conscrits. Le sénateur David Ovide L'Espérance aurait fait l'objet de menaces de morts en raison de ses prises de position en faveur de la conscription. Pendant ce temps, à la mairie de Québec, le maire Lavigueur met en place dans l'urgence une cellule de crise. Il reste en contact étroit avec Émile Trudel et Joseph-Philippe Landry, qui se tiennent prêts à faire intervenir la police et l'armée. Il écrit également au premier ministre Borden. Le bilan de Lavigueur est on ne peut plus clair : «Le manque de discrétion, de tact et de discernement de la part des agents responsables de l'application de la Loi du service militaire paraît être, dans une grande mesure, la cause de ces troubles regrettables».
En début de soirée, 3 000 personnes, venues du quartier Saint-Roch, montent à la Haute-Ville, en chantant le Ô Canada et La Marseillaise. Ils pénètrent dans le Vieux-Québec et commencent par bombarder de projectiles les bâtiments du Chronicle et de L'Événement, des journaux connus pour leurs positions proconscriptionnistes. Ils reviennent ensuite sur leurs pas, se dirigeant vers l’Auditorium (le Capitole de Québec d'aujourd'hui), où sont classés les dossiers des conscrits. La foule est alors estimée à 8 000 têtes. Les émeutiers cassent les fenêtres du bâtiment, pénètrent à l'intérieur, jettent les dossiers d'enregistrement (registraire) par la fenêtre, brisent le mobilier et finissent par mettre le feu. Les pompiers qui tentent de l'éteindre sont incapables de faire leur travail car leurs tuyaux sont coupés ou percés par les manifestants anti-conscription. Devant l'auditorium, sur la place Montcalm, la foule est alors estimée à 12 000 manifestants. 
Pendant ce temps, le maire de Québec fait appel au général Landry pour qu'il vienne rétablir l'ordre. L'armée s'installe sur la place Montcalm, il est environ 22h. Au lieu de lire l'acte d'émeute, qui aurait permis aux soldats de tirer sur la foule, Lavigueur tente d'apaiser les émeutiers qui finissent, après quelques atermoiements, par se disperser.

### 30 mars 1918
Ottawa, qui s'inquiète de la tournure des évènements, décide de confier les pleins pouvoirs aux militaires. De ce fait, la police ne relève plus des autorités municipales mais de l'armée. Le premier ministre Borden craint alors que les accrochages ne tournent en une véritable révolution et s'inquiète pour l'unité du pays. Joseph-Philippe Landry déploie donc 780 hommes dans les rues de Québec, alors qu'une rumeur indique que la foule s'apprête à prendre d'assaut le manège militaire pour libérer des déserteurs et des conscrits. On prétend également que les émeutiers ont été armés par des Américains d'origine allemande et que des fauteurs de trouble s'apprêtent à piller les armureries de la province. Le colonel William Wood, qui demeure à Québec, écrit au premier ministre Borden:

« Permettez-moi de vous donner mes impressions au sujet des évènements qui se déroulent ici. Je crois qu'il est temps de prendre le taureau par les cornes. Si on ne fait pas preuve d'une fermeté sympathique, le poison que contiennent ces évènements dégénérera en tuerie. La majeure partie de la police, de la brigade d'incendie et des militaires canadiens-français sont plus ou moins sympathiques à la populace, craignant de poser quelque geste que ce soit qui pourrait les faire passer comme des ennemis aux yeux de leur propre peuple. »

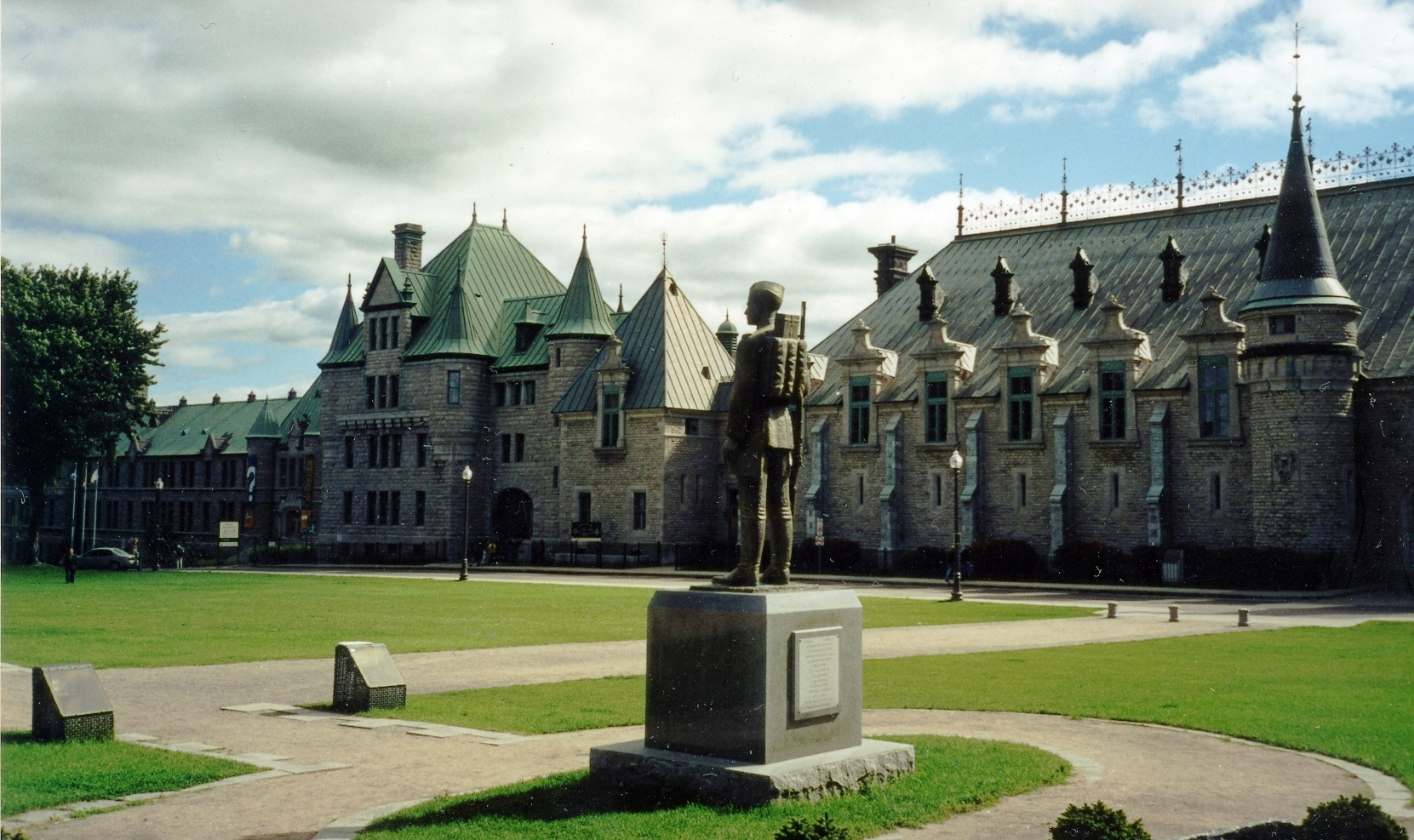
Le manège militaire de Québec.

Le premier ministre décide d'envoyer des renforts à Québec. Près de 2 000 hommes en provenance de l'Ontario et du Manitoba débarquent donc dans la capitale nationale le lendemain et le surlendemain. Ils sont commandés par le major général François-Louis Lessard (en), connu pour avoir réprimé brutalement une grève ouvrière à Québec en 1878 et pour avoir commandé un détachement de l'armée dans l'Ouest au moment de la rébellion des métis de Louis Riel en 1885. Craignant que les émeutiers ne mettent la main sur les stocks d'armes qu'abrite la capitale québécoise, Ottawa envoie également le directeur du Conseil du service militaire, le lieutenant-colonel Harold Arthur Clément Machin. 
Vers 20 heures, comme le voulait la rumeur, de nouveaux manifestants, d'abord rassemblés dans les quartiers de Saint-Roch et Saint-Sauveur, remontent la Haute-Ville et se rassemblent devant le manège militaire, sur la Grande Allée. La foule, composée de Québécois issus de diverses classes sociales, finit par s'attaquer aux forces de l'ordre. Après la lecture de l'acte d'émeute, la cavalerie charge les manifestants, qui se replient jusqu'à rue Saint-Jean. Plusieurs personnes sont blessées. Les manifestants répliquent en lançant des morceaux de glace et différents projectiles contre les cavaliers. Les affrontements se poursuivent jusque tard dans la nuit.

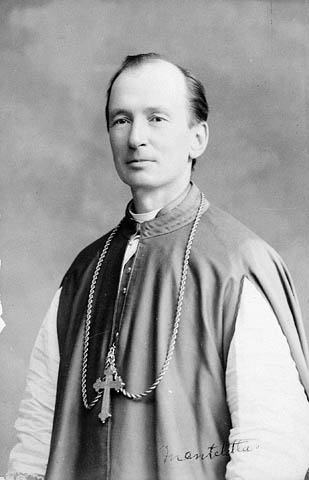
Louis-Nazaire Bégin, archevêque de Québec entre 1898 et 1925.

### 31 mars 1918
Le lendemain, les Québécois se réveillent d'une nuit d'émeute pour célébrer le Samedi saint. À cette occasion, les autorités mobilisent le clergé afin de tenter de ramener le calme. L'Archevêque de Québec, Louis-Nazaire Bégin, rédige une lettre pastorale où il se prononce contre les troubles des derniers jours et interdisant de nouvelles émeutes. Cette lettre est distribuée aux curés du diocèse, qui ont pour consigne de la lire aux paroissiens durant la Grande-Messe. 
Cependant, certains curés de paroisse, dans leurs sermons, n'hésitent pas à mettre la faute des troubles sur les spotters trop zélés. C'est le cas de l'abbé J. C. Laberge, curé de la paroisse Saint-Jean-Baptiste-de-Québec, qui accuse les policiers fédéraux d'avoir « déchaîné cette vague de ressentiment populaire ». L'historienne Béatrice Richard y voit le signe d'un « désarroi d’un bas-clergé déchiré entre son devoir d’obéissance à l’égard de la hiérarchie et la compassion due aux pauvres pécheurs ». 
En début d'après-midi, de premiers affrontements entre manifestants et force de l'ordre éclatent. Ces altercations donnent lieu aux trois premiers blessés par balle, deux jeunes hommes et une jeune fille. En fin d'après-midi, François-Louis Lessard, major-général de la Milice canadienne et des inspections de troupes de l’Est du Canada, arrive par train en provenance d'Halifax (Nouvelle-Écosse). Le plus haut gradé francophone de l'armée canadienne débarque à Québec avec des « instructions spéciales pour réprimer les troubles ». Entre-temps, les 10 000 soldats mobilisés par Ottawa commencent à arriver par train. Lessard décide d'installer son quartier général au Château Frontenac. 
L'arrivée de l'armée canadienne à Québec fait l'effet d'une bombe. De nombreux citoyens inquiets appellent à la mairie afin de demander à Lavergne d'intervenir auprès d'Ottawa pour renvoyer les troupes. Plusieurs Québécois pensent alors que la présence de l'armée dans la capitale québécoise risque de mettre le feu aux poudres. D'ailleurs, de nombreux incidents sont à signaler au courant de la journée. Le soir, un rassemblement a lieu à la place Jacques-Cartier, dans la Basse-Ville. Bien que souffrant d'une forte fièvre, Armand Lavergne, l'estimé avocat anticonscriptionniste, décide de s'y rendre afin de calmer les manifestants. Ces derniers finissent par se disperser après que Lavergne, arrivé sur place, réussit non sans mal à raisonner les meneurs du mouvement en leur promettant que l'armée se disperserait. Il tente ensuite de convaincre les généraux Landry et Lessard de retirer leurs troupes : les deux hommes refusent d'aller en ce sens.

### 1eravril 1918

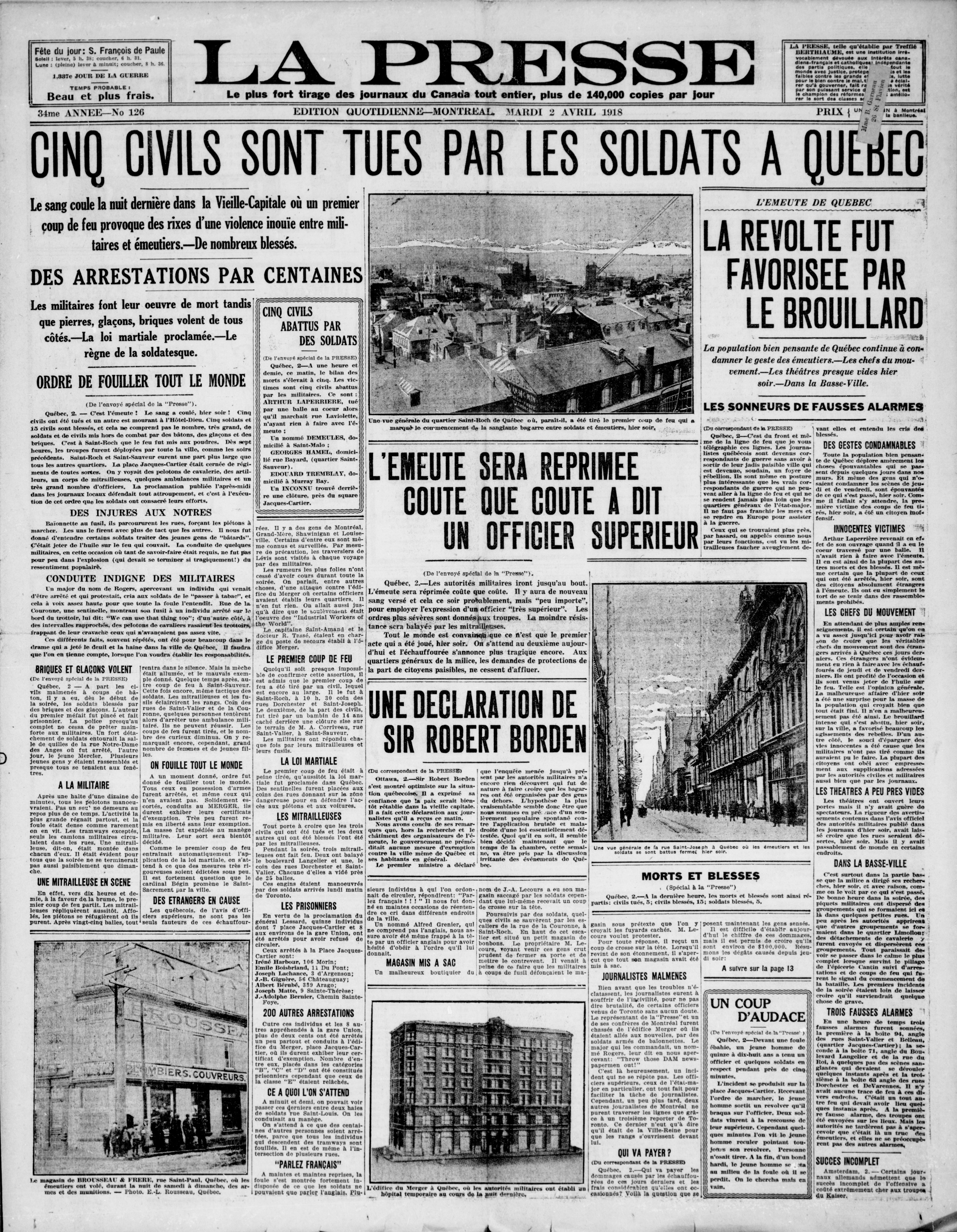
Une de La Presse du 2 avril 1918 à propos des émeutes de Québec survenues la veille. Le quotidien montréalais annonce, à tort, la mort de 5 civils, alors qu'en réalité, 4 ont trouvé la mort.

Malgré les promesses de Lavergne, l'armée commence à patrouiller dans les rues dès le matin. Les autorités font également publier, dans les journaux, un avis public qui stipule que tout attroupement constituait désormais un acte criminel. Inquiet, Armand Lavergne se rend au Château Frontenac afin de dissuader le général Lessard de faire usage de la force. Ce dernier, déterminé à prendre les choses en main, ne veut rien savoir:  

« Nous n’avons d’ordre à recevoir de personne. Vous n’avez pas pu contrôler la situation avec votre police municipale. Maintenant, j’ai la nôtre en main et je prends les moyens nécessaires pour réprimer la chose le plus tôt possible. Nous allons tirer et nous allons faire des prisonniers. »

À 20 heures, les troupes canadiennes se tiennent autour de la place Jacques-Cartier et la foule, qui tentait de s'y rassembler, est refoulée dans les rues avoisinantes par les militaires. Comme elle ne se disperse pas, le général Lessard décide de faire charger la cavalerie. La population réplique en lançant des projectiles, mais est tout de même obligée de reculer vers le boulevard Langelier et le quartier Saint-Sauveur. Sur les toits, des manifestants planqués font pleuvoir les projectiles sur les soldats. Une véritable « guerre de rue » prend forme. Pour ne rien arranger, la visibilité est compromise par une épaisse brume. Sur la rue Saint-Joseph, toute proche, les troubles se multiplient après que l'armée ait vidé manu militari la principale salle de quilles de l'endroit.
Le commandant (major) Mitchell fait alors installer une mitrailleuse au coin des rues Saint-Vallier, Saint-Joseph et Bagot où la foule a finalement abouti. Les forces de l'ordre tentent de resserrer les rangs mais sont débordées. Soudain, quelque part dans la brume, les coups de feu se font entendre. Un peloton d'une quinzaine de soldats reçoit l'ordre de tirer alors que les mitrailleuses se mettent à rugir. Dans la confusion, les manifestants se dispersent en hurlant alors que les balles pleuvent.
Quatre personnes perdent la vie ce soir là. Les quatre victimes sont Honoré Bergeron (49 ans), menuisier et père de six enfants, Alexandre Bussières (25 ans), mécanicien à la Canadian National Railways et jeune marié, Édouard Tremblay (23 ans), étudiant à l'école technique et Georges Demeule (14 ans), fils d'ouvrier. L'autopsie révèlera plus tard que les quatre victimes ont été atteintes de balles explosives, pourtant proscrites. Quant aux blessés, on les estime officiellement à une trentaine. L'historienne Béatrice Richard soutient toutefois qu'ils auraient été deux fois plus. Cette estimation s'appuie probablement sur l'enquête d'un journaliste de La Patrie, qui en est venu à la même conclusion aux lendemains des faits.  

Cinq soldats figurent parmi les blessés : l'un d'entre eux souffre d'une fracture de la mâchoire et les quatre autres de contusions. Certains blessés sont arrêtés par les autorités alors qu'ils tentent de recevoir des soins. La diffusion de cette nouvelle fait en sorte que plusieurs blessés, craignant d'être appréhendés par les autorités, se résignent à aller chez des médecins plutôt qu'à l'hôpital. 62 individus sont faits prisonniers, des jeunes des quartiers Saint-Roch et Saint-Sauveur pour la plupart. 

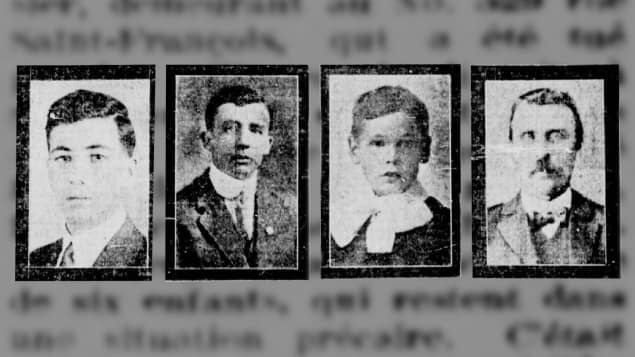
Les quatre victimes de l'émeute

## Conséquences

### Québec sous régime militaire
Aux lendemains de l'émeute, les soldats patrouillent dans toute la ville et des ordres sévères (« Shoot to kill », « tirez pour tuer ») ont été donnés par les autorités. Le premier ministre Borden maintient ses pressions sur Québec alors qu'il tente d'empêcher que l'élan révolutionnaire qui souffle sur la capitale nationale ne contamine le reste de la province. 
Dès le 4 avril, la loi martiale est instaurée sur le territoire de la ville de Québec. Les autorités fédérales interdisent toute association qu'ils jugent subversive, notamment des organisations syndicales et politiques. Un couvre-feu est mis en place à partir de 21h30, la tenue d'assemblées publiques est interdite, les tramways sont interrompus, le traversier reliant Québec à Lévis est mis à l'arrêt, les ponts fermés et le trafic ferroviaire est étroitement surveillé. Au même titre que la presse conservatrice, notamment L'Action catholique, les autorités fédérales s'imaginent que des fauteurs de trouble étrangers participent au climat de sédition.  Les agents du gouvernement traquent les opposants et les arrestations se poursuivent. Il y en aura 200 pendant tout le mois d'avril. L'historien Jean-Philippe Warren n'hésite pas à parler d'un véritable «terrorisme d'État».
La poussière retombe alors que les mesures d'exemptions limitent le nombre de Québécois envoyés au front. À l'échelle du Canada, sur 180 000 soldats, seuls 24 000 sont conscrits.  Malgré tout, le gouvernement fédéral maintient une importante présence militaire dans la Vieille Capitale. Une partie des troupes ontariennes mobilisées reste à Québec alors qu'arrivent en renfort, entre le 10 avril et le 7 juin 1918, 850 soldats dépêchés des provinces de l'Ouest. Ces derniers seront déployés sur tout le territoire de la province. On ajoute à ce nombre 250 cavaliers qu'on envoie directement à Québec. Au même moment, plus haut sur le fleuve Saint-Laurent, Montréal est sous le coup de mesures tout aussi drastiques, alors que 1200 soldats ontariens y sont déployés entre le 1er et le 11 avril. 

### Une enquête blâmant les autorités
L'enquête du coroner George William Jolicoeur révèle que les 4 victimes tombées sous les balles à Québec n'étaient pas des manifestants : elles se trouvaient au mauvais endroit au mauvais moment. L'autopsie indique que ces dernières ont été atteintes de balles explosives, dont l'utilisation est pourtant interdite. L'armée réfute cette version des faits et, après avoir convoqué le coroner, des juges militaires estiment qu'il « apparaît avoir peu d'expérience, s'il en a, au sujet des blessures causées par le fusil moderne de fort calibre ». Quoi qu'il en soit, l'enquête blâme la tournure des évènements sur le zèle des autorités et exige une indemnisation pour les familles des victimes. Le verdict des jurés, rendu le 13 avril 1918, est sans équivoque:

« Le jury est d'opinion que, considérant que les personnes tuées en cette occasion étaient innocentes de toute participation à cette émeute qui devait son origine à la manière inhabile et grossière avec laquelle les policiers fédéraux chargés de l'exécution de la loi de conscription envers les insoumis exerçaient leurs fonctions, il serait du devoir du gouvernement d'indemniser raisonnablement ceux qui ont souffert des dommages de cette émeute. »

Bien qu'elles en aient fait la demande et malgré les efforts d'avocats et de parlementaires, les familles des victimes n'ont jamais été indemnisées.

## Interprétations historiographiques

### «Deux nations en guerre»
L'historienne Elizabeth Armstrong, auteure du livre Le Québec et la crise de la conscription (Columbia University Press, 1937), le premier ouvrage historique sur le sujet, considère que les émeutes de Québec démontrent que « la nation canadienne française ne pouvait avoir gain de cause en recourant à la rébellion armée contre les autorités en place ». Armstrong va même jusqu'à remettre en cause l'existence d'un «nationalisme actif» chez les Canadiens français:

« Une population véritablement nationaliste, qui aurait été provoquée comme le Québec l'a certainement été, aurait facilement pu se révolter. Mais le Québec était passivement, et non activement, nationaliste et la rébellion ne naît pas d'un sentiment national passif, aussi fervent soit-il. Tout ce que le Québec voulait, c'était qu'on le laisse seul pour travailler à son propre salut à sa façon bien à lui. »

Traçant des parallèles avec le 19e siècle, l'historienne ne nie toutefois pas les profondes divisions identitaires du Canada aux lendemains de la Grande guerre:

« À la fin de la guerre, le problème de l'unité canadienne demeurait entier. Les crises qui avaient éclaté entre 1914 et 1918 n'avaient servi qu'à accentuer la dévotion de la minorité canadienne-française envers sa foi, sa langue et ses institutions ; en outre, comme à l'époque de Lord Durham, il y avait toujours « deux nations en guerre au sein d'un même État ». »

Le sociologue Fernand Dumont voit également dans l'émeute de Québec l'opposition entre deux peuples distincts. Il y voit le « vieil antagonisme de deux nations » qui « surgit des insondables profondeurs ». Dumont présente la lettre du colonel Wood, qui demande au premier ministre Borden de déployer des troupes venues des autres provinces (car les militaires québécois semblent sympathiques au mouvement), comme une preuve du caractère identitaire des affrontements. Il ne voit toutefois pas dans l'émeute de Québec la marque d'un mouvement politique à proprement parler:

« Protestation qui venait du fond d'une pénible vie quotidienne, d'une rancœur entretenue au fil des ans, mais jamais vraiment dite, d'une servitude qu'il était impossible de traduire dans un mouvement proprement politique. On en verra le témoignage dans l'absence de concertation : les arrestations et les perquisitions qui ont suivi les fusillades auraient permis de trouver les chefs et les plans s'ils avaient existé. Que l'on écoute aussi les cris qui fusaient de ces foules et qui, dans leurs énoncés naïfs comme dans leur haletante colère, étaient des protestations sans espérance politique. »

### Révolte populaire ou mouvement politique?
Dans la même veine, l'historienne Béatrice Richard considère l'émeute de 1918 comme le « premier choc frontal entre l'État canadien et le Québec ». Richard l'interprète comme une opposition à « l'intrusion de l'État fédéral dans un mode de vie encore largement préindustriel ». Reprenant les perspectives de Dumont, elle y voit d'abord une réaction aux inégalités socio-économiques, que le peuple impute aux autorités:

« Les réactions que l’on enregistre ici et là se caractérisent davantage par leur caractère viscéral. Et pour cause. Au Québec, la survie économique dépend encore largement de la solidarité familiale, notamment dans les milieux reposant encore sur l’autarcie. Dans ce contexte, la ponction d’hommes jeunes peut être interprétée comme une attaque à la survie même du groupe. Les lettres de demande d’exemption illustrent bien les conséquences concrètes de la conscription sur les petites unités de production familiales. Cela inclut la population urbaine dans la mesure où, au Québec, les réseaux de sociabilité conservent des ramifications en milieu rural. Certes, la colère populaire cible clairement la politique du gouvernement fédéral, mais les préoccupations qu’elle exprime s’ancrent bien davantage dans le quotidien que les dissertations d’un Henri Bourassa sur la constitutionnalité de la conscription. Sur ce plan, un fossé sépare clairement l’élite du peuple. »

 Bien qu'elle admette, comme Fernand Dumont, que les évènements de 1918 n'émergent pas d'un mouvement politique organisé, Richard n'est toutefois pas du même avis que le sociologue en ce qui a trait au caractère de la contestation. Contrairement à Dumont, elle voit dans l'émeute de Québec la marque d'une profonde remise en question du système politique: 

« Révolte populaire, donc, et non révolution. À l’époque où Dumont écrit ces lignes, en 1970, la crise de la conscription s’est déjà imposée dans la mémoire collective comme un symbole de l’assujettissement du Québec au reste du Canada. Une interprétation défaitiste qui, sans doute, mériterait d’être nuancée. Car enfin, les événements de 1917-1918 ne révèlent-ils pas, du même souffle, l’émergence d’une conscience citoyenne en rupture avec les élites traditionnelles ? Qu’il s’agisse du gouvernement Borden ou de ses opposants libéraux et nationalistes, tous prônent l’obéissance à l’ordre établi, sans égard aux impacts possibles de la conscription sur le tissu social. La réaction populaire à cette collusion conservatrice ne laisse-t-elle pas entrevoir d’autres aspirations ? Entre autres une volonté d’affirmation, encore informe, certes, désorganisée, balbutiante, mais annonciatrice de modernité ? »

## Éléments de mémoire

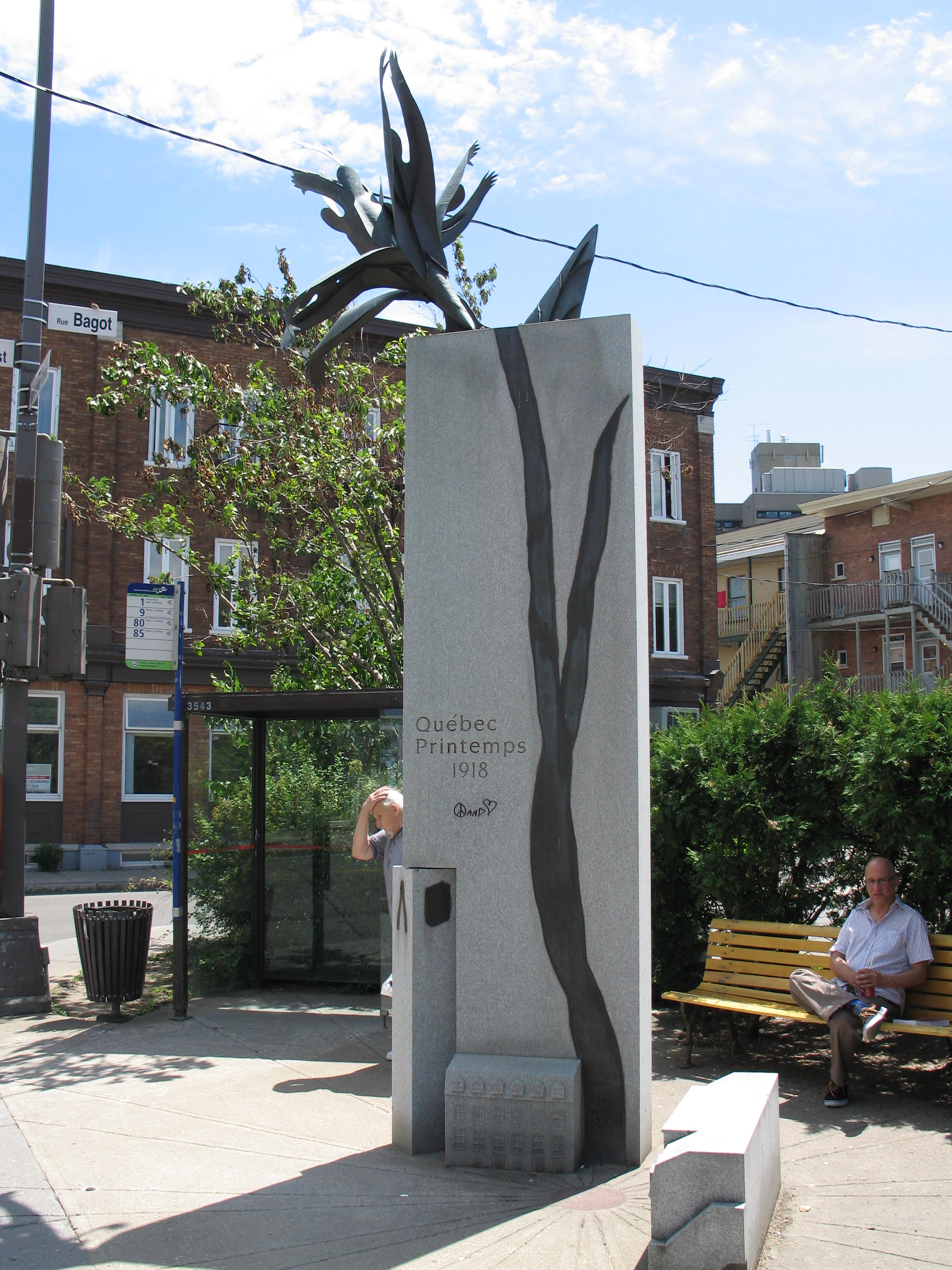
Québec, Printemps 1918, monument commémorant les émeutes du printemps 1918, sur la rue Saint-Vallier, dans le quartier Saint-Sauveur.

La place du Printemps-1918 a été nommée en mémoire de cet événement, en 1998, dans la ville de Québec. L'oeuvre Québec, Printemps 1918 est présente sur la place du même nom.

#### Ouvrages
- Elizabeth Armstrong, Le Québec et la crise de la conscription, 1917-1918, Montréal, VLB Éditeur, 1998, 396 p.
- Charles Philippe Courtois et Laurent Veyssière, Le Québec dans la Grande Guerre. Engagements, refus, héritages., Québec, Les Éditions du Septentrion, 2015, 212 p.
- Jean Provencher, Québec sous la Loi des mesures de guerre 1918, Montréal, Lux Éditeur, 2014, 161 p.

#### Articles
- Pierre-Yves Renaud, et Martin Pâquet, « La Grande Guerre dans les rues de Québec », Le Devoir, 10 mars 2018, p. B10.Pierre-Yves Renaud et Martin Pâquet, « La Grande Guerre dans les rues de Québec », Le Devoir,‎ 10 mars 2018, B10 (lire en ligne)
- Béatrice Richard, « Le 1er avril 1918 — Émeute à Québec contre la conscription : résistance politique ou culturelle ? », Fondation Lionel-Groulx,‎ 31 janvier 2013 (lire en ligne)